# Major Wright
Pour les articles homonymes, voir Wright.
(en) Statistiques sur pro-football-reference
Major Wright (né le 1er juillet 1988 à Lauderdales Lakes) est un joueur américain de football américain.

## Enfance
Wright étudie à la St. Thomas Aquinas High School et jouant pour les Raiders de ce lycée. En junior, il fait cinquante-huit tacles et dix interceptions. Lors de sa saison senior, il est finaliste pour le titre de meilleur joueur national pour l'U.S. Army, faisant soixante-douze tacles et trois interceptions.

## Carrière

### Universitaire
Il joue à l'université pour les Gators de la Floride, entraîné par Urban Meyer. En 2007, il joue sept matchs comme titulaire sur treize matchs jouéeseffectuant soixante-sept tacles, quatre fumbles provoqués et une interception. Il est nommé dans l'équipe de la saison pour les freshman par le site CollegeFootballTeam.com et dans la seconde pour rivals.com. En 2008, il devient titulaire avec les Gators, débutant tous les matchs de la saison, faisant soixante-six tacles ainsi que quatre interceptions dont une qui sera retournée en touchdown. En 2009, il remporte le championnat national BCS après avoir fait neuf tacles et une interception. Alors qu'il lui reste une saison, Wright décide de s'inscrire pour le draft de 2010.

### Professionnelle
Major Wright est sélectionné pour le draft de la NFL, au troisième tour par les Bears de Chicago au 75e choix. Lors de sa première saison (rookie), il fait huit tacles. Wright réalise sa première interception en professionnel lors de la saison 2011 face aux Eagles de Philadelphie, en interceptant une passe de Michael Vick. Une semaine après, il intercepte un ballon de Matthew Stafford, contre les Lions de Detroit, et retourne cela en touchdown de vingt-quatre yards. Lors de la cinquième journée de la saison 2012, il marque un retour d'interception de quarante-cinq yards qui se termine en touchdown face aux Rams de Saint-Louis.